# Sacris solemniis
Sacris solemniis è un inno liturgico ed eucaristico cattolico composto da san Tommaso d'Aquino per il mattutino della festa del Corpus Domini.

## Storia
San Tommaso fu incaricato da papa Urbano IV di comporre l'intera liturgia per la festa del Corpus Domini, che fu introdotta nel 1264. Lo stesso inno compare anche nel mattutino dell'Ufficio votivo del Santissimo Sacramento.

## Testo

### In latino
| Testo latino originale | Traduzione letterale in italiano |
| --- | --- |
| Sacris solemniis juncta sint gaudia, Et ex præcordiis sonent præconia; Recedant vetera, nova sint omnia, Corda, voces, et opera.         | Ai riti solenni la gloria risponda; si esterni quel gaudio che il cuore ci innonda del patto vetusto non più si favelli, sol cantisi il metro dei riti novelli; Sia nuova ogni cosa nel labbro, nel cuore, nell'opra che spieghi dell'alma il fervore.    |
| Noctis recolitur cœna novissima, Qua Christus creditur agnum et azyma Dedisse fratribus, juxta legitima Priscis indulta patribus.        | La notte ricordasi dell'ultima cena, lorquando con fronte tra mesta e serena, coll'azzimo pane, Dio fatto mortale mangiò co'suoi fidi l'agnello pasquale, secondo la legge già data a Israele, quand'era in Egitto suo servo fedele.                      |
| Post agnum typicum, expletis epulis, Corpus Dominicum datum discipulis, Sic totum omnibus, quod totum singulis, Ejus fatemur manibus.    | Compiuta la cena col tipico agnello, Diè Cristo ai discepoli un Agno novello Nel divo suo corpo, che ombrato dal pane, spartito anche in fustoli intatto rimane, e ognun lo riceve sì inter, sì grazioso qual è su nel ciel Dio-Uomo glorioso.            |
| Dedit fragilibus corporis ferculum, Dedit et tristibus sanguinis poculum, Dicens: accipite quod trado vasculum; Omnes ex eo bibite.      | Diè Cristo il suo corpo qual cibo ai suoi cari, e il sacro suo Sangue lo porse del pari, qual bibita in tazza, dicendo, bevete voi tutti del vino che quivi vedete, e in mia rimembranza poi fate altrettanto piamente rimembrando tali giorni di pianto. |
| Sic sacrificium istud instituit, Cujus officium committi voluit Solis presbyteris, quibus sic congruit, Ut sumant, et dent ceteris.      | Così il sacrificio si vide istituito, quel sol che all'Altissimo tornar può gradito e ai soli Presbiteri fidossi l'uffizio di poi rinnovare sì gran benefizio, perché sen giovassero i primi suoi unti, poi quanti lor fossero per fede congiunti.        |
| Panis angelicus fit panis hominum; Dat panis cœlicus figuris terminum; O res mirabilis: manducat Dominum Pauper, servus et humilis.      | Il pane degli angioli è fatto alimento D'ogni uom che partecipa al gran Sacramento Col pane celeste la fine si assegna Ad ogni figura di Dio non più degna, stupendo prodigio! A un vil servitore sé stesso da in pascolo l'eterno Signore.               |
| Te, trina Deitas unaque, poscimus: Sic nos tu visita, sicut te colimus; Per tuas semitas duc nos quo tendimus, Ad lucem, quam inhabitas. | Dio unico e Trino che umil t'adora Di ambita e perpetua tua visita onora, sicché le tue vie, battendo costante, la meta raggiunga cui sempre è anelante, e quella gran gloria in cui in ciel ti circonda su ognun de'tuoi servi sempre si effonda.        |

## Analisi
Dalle ultime due strofe dell'inno è stato ricavato il componimento "Panis angelicus".
Le sette stanze dell'inno vogliono imitare il ritmo di alcuni versi di Orazio e, sebbene quest'imitazione possa riuscire difettosa, le rime si intrecciano in un complesso schema ABABCBC. Quest'inno offre un esempio del passaggio dalla metrica quantitativa classica alla moderna metrica accentuativa; inoltre, mentre rispetta i canoni della metrica classica, introduce la nuova concezione del verso, basata sulla rima.